# Aferim!
Aferim! es una película de drama y wéstern rumana de 2015 dirigida por Radu Jude y producida por Ada Solomon. Se proyectó en la sección principal de competición del 65.ª Festival Internacional de Cine de Berlín, donde Radu Jude ganó el Oso de Plata al Mejor Director. Fue seleccionada como la entrada rumana a la Mejor Película Internacional en los 88.ª Premios de la Academia.

## Sinopsis
La película está ambientada en Valaquia a principios del siglo XIX, cuando un policía local, Costandin interpretado por Teodor Corban, es contratado por Iordache, un boyardo, para encontrar a Carfin interpretado por Toma Cuzin, un esclavo romaní que se había escapado de la finca del boyardo. después de tener una aventura con su esposa, Sultana.

## Reparto
- Victor Rebengiuc como Stan
- LuminițUn Gheorghiu como Smaranda Cîndescu
- Șerban Pavlu como Viajero
- Toma Cuzin como Carfin Pandolean
- Gabriel Spahiu como Vasile
- Mihaela Sîrbu como Sultana
- Alexandru Bindea como Sacerdote en la carretera
- Teodor Corban como Costandin

## Recepción
En el sitio web del agregador de reseñas Rotten Tomatoes, la película tiene una calificación de aprobación del 98% según 76 críticos, con una calificación promedio de 7.9/10. El consenso de los críticos del sitio dice: "Inteligente, visualmente deslumbrante y mordazmente divertido, Aferim! Describe un mundo que muchos espectadores estadounidenses nunca han visto, pero que, en muchos aspectos, lo encontrarán completamente familiar". En Metacritic, la película tiene una puntuación superior a la media de 84 sobre 100 según 17 críticos, lo que indica "aclamación universal".
La publicación The Hollywood Reporter describe la película de Radu Jude como "una dura lección de historia, aliviada por el humor pasado por alto y los elementos clásicos occidentales". La revista Variety escribe que Aferim! es "una visión excepcional y extremadamente inteligente de un período crucial de la historia, una película igualmente inspirada y furiosa".
Según Jordan Hoffman de The Guardian, "esta película con todo su horror histórico frontal completo, todavía está cargada de risas".
A.O. Scott de The New York Times llamando Aferim! "brillante" y "sublime", mientras que Kit Gillet de la misma publicación llegó a calificarla de "contendiente al Oscar".
 